# Université de musique d'Osaka
L'université de musique d'Osaka (大阪音楽大学, Ōsaka ongaku daigaku) est une université privée située dans la municipalité de Toyonaka de la préfecture d'Osaka au Japon. L'établissement prédécesseur de l'université, fondé en 1915, est agréé comme université en 1958. 

## Élèves notables
La chanteuse Aiko Yanai y a fait ses études en 1995 en compagnie de Ringo Shiina.

## Musée
L'université possède un grand Musée d'instruments de musique, qui est ouvert au public.

## Source de la traduction
- (en) Cet article est partiellement ou en totalité issu de l’article de Wikipédia en anglais intitulé « Osaka College of Music » (voir la liste des auteurs).